# Northern Foothills
Northern Foothills är en kulle i Antarktis. Den ligger i Östantarktis. Nya Zeeland gör anspråk på området. Toppen på Northern Foothills är 495 meter över havet.
Terrängen runt Northern Foothills är huvudsakligen kuperad, men åt nordväst är den bergig. Havet är nära Northern Foothills åt sydost. Trakten är glest befolkad. Närmaste befolkade plats är Enigma Lake Station, 4,3 km nordost om Northern Foothills. 